# Carl Joachim von Düben
Carl Joachim von Düben, född 6 december 1783 i Stockholm, död 17 november 1834 på Frövi översteboställe i Skultuna socken, var en svensk friherre och militär.

## Biografi
von Düben blev fänrik vid Stackelbergska regementet 1786, kadett vid Krigsakademien på Karlberg 1795 och utexaminerades därifrån 1801, varpå han blev kornett vid lätta livdragonregementet. År 1804 blev han löjtnant där, 1809 ryttmästare vid Västgöta dragonregemente, andre major där 1810, överstelöjtnant i armén 1814 och i Generalstaben 1818. von Düben deltog i fälttåget mot Norge 1808 samt i kriget i Tyskland 1813 och 1814 som chef för Generalstaben och i kriget mot Norge 1814. År 1821 blev han överste i Generalstaben, 1823 adjutant hos Karl XIV Johan, överstelöjtnant vid Västgöta regemente 1824 samt var överste och chef för Västmanlands regemente 1825–1834. von Düben blev generaladjutant 1832. bHan lev riddare av Svärdsorden 1813.
Carl Joachim von Düben var son till hovmarskalken Henrik Jakob von Düben och Julie af Petersens. Han var bror till Anders Gustaf och Joakim Ulrik von Düben.